# آرنولد واتسون هاتون
آرنولد واتسون هاتون (انگلیسی: Arnold Watson Hutton; ۲۰ اوت ۱۸۸۶ – ۲۹ ژوئیهٔ ۱۹۵۱) بازیکن فوتبال اهل آرژانتین بود.
از باشگاه‌هایی که در آن بازی کرده‌است می‌توان به اشاره کرد.
وی همچنین در تیم ملی فوتبال آرژانتین بازی کرده‌است.